# 103rd Street (linea IRT Broadway-Seventh Avenue)
103rd Street è una fermata della metropolitana di New York situata sulla linea IRT Broadway-Seventh Avenue. Nel 2019 è stata utilizzata da 3 766 055 passeggeri. È servita dalla linea 1, attiva 24 ore su 24.

## Storia
La stazione venne costruita dall'Interborough Rapid Transit Company (IRT) come parte della prima linea metropolitana sotterranea della città di New York. Fu aperta il 27 ottobre 1904. Venne ristrutturata a metà anni 2000.

## Strutture e impianti
La stazione è sotterranea, ha due banchine laterali e tre binari, i due esterni per i treni locali e quello centrale per i treni espressi. È posta al di sotto di Broadway e il mezzanino ha tre ingressi, due sul lato nord dell'incrocio con 103rd Street e uno nell'angolo sud-est dell'incrocio con 104th Street.

## Interscambi
La stazione è servita da alcune autolinee gestite da NYCT Bus.
- Fermata autobus